# Siirtspor
El Siirtspor fue un equipo de fútbol de Turquía que jugó en la Superliga de Turquía, la primera división nacional.

## Historia
Fue fundado en el año 1969 en la ciudad de Siirt con el nombre Siirt YSE, aunque con el paso del tiempo lo cambiaron algunas veces principalmente por razones de patrocinio hasta que lo cambiaron a su última denominación en 2002.
En el 2000 logra el ascenso a la Superliga de Turquía con el nombre Spor, pero a pesar de los varios fichajes para reforzar al equipo descendieron tras una temporada y posteriormente tuvieron dificultades financieras por la bancarrota de su principal patrocinador y comoconsecuencia descendieron hasta la tercera división, la cual abandonó en la temporada 2013/14 tras pasar problemas económicos.
Mientras jugaba en la sexta división pasaron a llamarse Siirt Yeni Köy Hizmetleri Spor al pasar a control de los aficionados, sobreviviendo en la liga hasta su desaparición en 2020 luego de que nadie quisiera hacerse cargo del equipo.

## Palmarés
- 3. Lig (2): 1984-1985, 1998-1999

## Temporadas
- Süper Lig: 2000-2001
- 1. Lig: 1985-1998, 1999-2000, 2001-2002
- 2. Lig: 1984-1985, 1998-1999, 2002-2007
- 3. Lig: 2007-2014
- Amatör Lig: 1969-1984, 2014-2020

## Jugadores

### Jugadores destacados
| - Sergen Yalçın - Ersen Martin - Timuçin Bayazıt - Ceyhun Eriş | - Okan Öztürk - Derelioğlu Oktay - Hamza Hamzaoğlu |